# Patsy Reddy
Dame Patricia Lee Reddy, conosciuta come Patsy (Matamata, 17 maggio 1954), è un'avvocata e imprenditrice neozelandese, dal 28 settembre 2016 al 28 settembre 2021 la 21ª governatrice generale della Nuova Zelanda.

## Biografia
Nata a Matamata, in Nuova Zelanda, Reddy è la figlia di Neil William e Catherine Marjorie "Kay" Reddy, entrambi insegnanti di scuola.  Tre dei suoi antenati lasciarono l'Irlanda e andarono in Canada, Australia e Nuova Zelanda.  Una lontana cugina, la cantante Helen Reddy, discende dall'antenato australiano. Reddy è cresciuta nelle piccole città di Waikato di Te Akau e Minginui fino a quando (lei aveva sei anni) la sua famiglia si è trasferita a Hamilton.  Lì, ha frequentato la Hillcrest Primary School, la Peachgrove Intermediate School e la Hamilton Girls 'High School. Si è quindi laureata nel 1976 in giurisprudenza presso la Victoria University di Wellington e nel 1979 ha conseguito un master sempre in giurisprudenza con il massimo dei voti.

### Attività professionale
Docente presso la Facoltà di giurisprudenza della Victoria University, nel 1982 è entrata a far parte della società Wellington Watts e Patterson (ora Minter Ellison Rudd Watts), diventando la loro prima socia femminile nel 1983. Si è specializzata in diritto tributario, societario e cinematografico.  In seguito ha lavorato per 11 anni presso Brierley Investments, occupandosi in particolare delle grandi trattative di acquisizione come la privatizzazione di Air New Zealand.
Reddy è stata presidente della New Zealand Film Commission e Education Payroll Ltd e direttrice di Payments NZ Ltd e Active Equity Holdings Ltd. Quindi è stata capo negoziatore per il trattato sugli insediamenti Waitangi, revisore capo del Performance Improvement Framework per la Commissione dei servizi statali, vicepresidente dell'Agenzia dei trasporti della Nuova Zelanda.  Altri incarichi in Telecom Corporation della New Zealand Ltd, SKYCITY Entertainment Group, New Zealand Post e Air New Zealand.

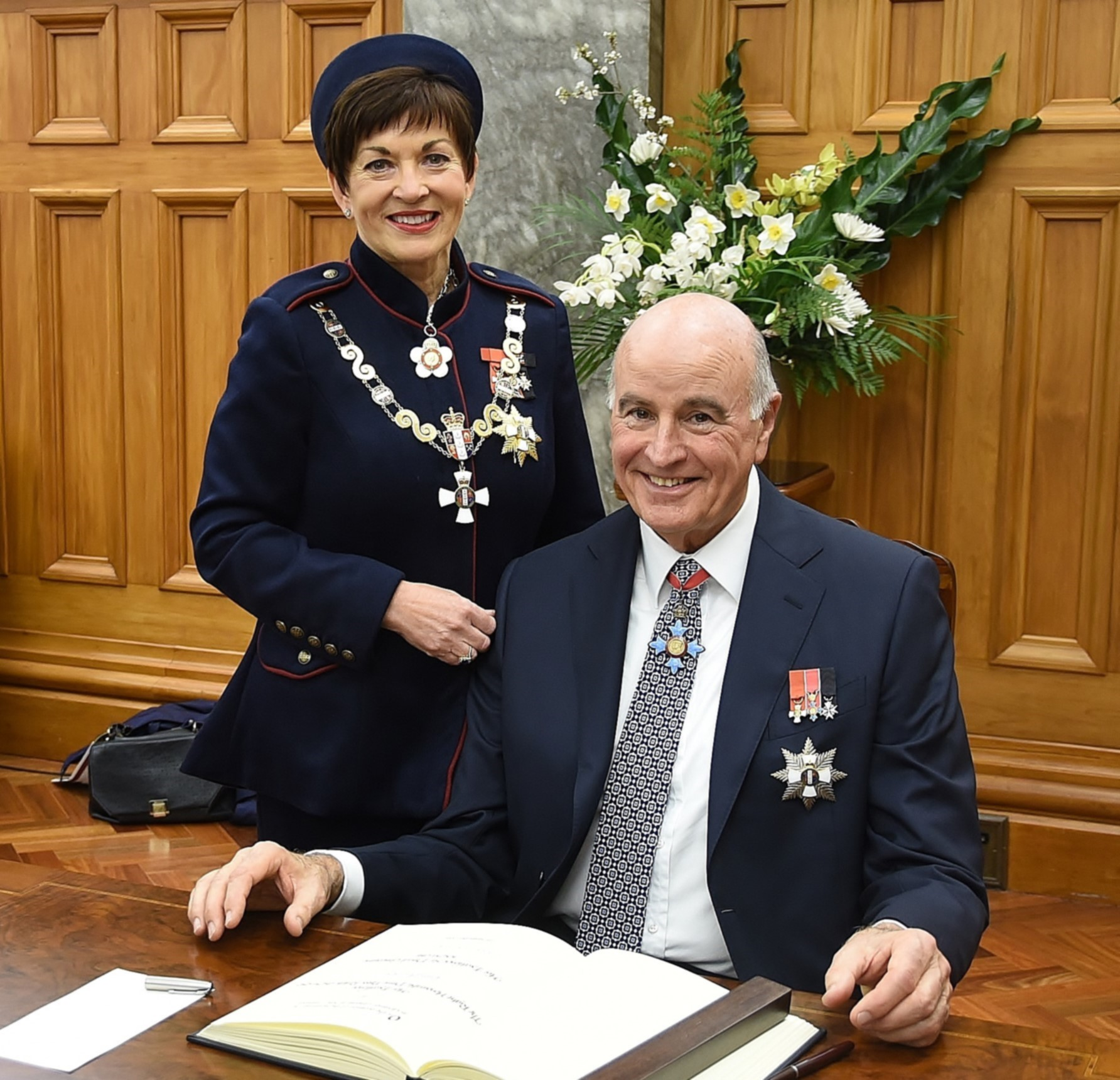
Dame Patsy Reddy e Sir David Gascoigne firmano il libro dei visitatori al Parlamento di Wellington nel 2016

Nel 2016, Reddy e Sir Michael Cullen hanno collaborato a un rapporto indipendente dal governo della Nuova Zelanda per rivedere la legislazione relativa alle agenzie di intelligence del paese.  Il loro rapporto è stato pubblicato il 9 marzo 2016, due settimane prima che venisse annunciata pubblicamente la nomina di Reddy a governatore generale. Il rapporto raccomandava di espandere i diritti dell'Ufficio di sicurezza delle comunicazioni del governo per monitorare le comunicazioni personali dei neozelandesi suscitando alcuno polemiche.
Reddy è stata anche coinvolta in una serie di organizzazioni non governative, in particolare nelle arti e nella parità di genere. È stata una delle socie fondatrici nel 2009 di Global Women New Zealand, un gruppo di donne di spicco che sostengono l'inclusione e la diversità nella leadership.

## Vita privata
Reddy è sposata con l'ex commissario per la condotta giudiziaria della Nuova Zelanda, Sir David Gascoigne. Si sposarono una settimana prima dell'annuncio della sua nomina a governatore generale. Lei e il suo primo marito, Geoff Harley, un avvocato fiscale, divorziarono nel 1988.
Entrambi i mariti erano suoi soci alla Rudd Watts & Stone a Wellington negli anni '80.
Reddy è il primo governatore generale vegano. Di conseguenza, il banchetto alla sua cerimonia di giuramento è stato interamente vegano.